# Walter Calé
Walter Calé (* 8. Dezember 1881 in Berlin; † 3. November 1904 in Freiburg im Breisgau) war ein deutscher Dichter, dessen schmales Œuvre erst nach seinem frühen Tod bekannt wurde.

## Leben
Als Sohn eines Kaufmanns wurde Walter Calé am 8. Dezember 1881 in Berlin geboren. Nach dem Abitur begann er 1899, ohne sonderliche innere Neigung, in Berlin und Freiburg i. Br. ein juristisches Studium. Nach dem fristgerechten Einreichen der schriftlichen Examensarbeit brach er, auf das Drängen von Freunden und eigene Zweifel hin, im November 1903 dieses Studium kurz vor der mündlichen Prüfung ab. In der nachfolgenden Periode psychischer Erschütterung und tiefer Beschämung über dieses Scheitern wandte er sich fortan der Philosophie zu und konzipierte eine umfangreiche Arbeit über die Neu-Platoniker. Daneben hielt er mehrere Vorträge in einem Berliner Verein für Kunst und Wissenschaft und verstärkte seine eigenen literarischen Aktivitäten. Trotz eines unübersehbar todessehnsüchtigen Zuges in Calés Gedichten erschien sein plötzlicher Freitod am 3. November 1904 völlig überraschend.
Den größten Teil seines literarischen Werkes, darunter einen mehrbändigen „psychologischen“ Roman mit dem Titel Professor Elias Pistocelius und sein Haus sowie weitere umfangreiche philosophische und philologische Studien, hatte Calé zuvor bereits eigenhändig vernichtet. Die übrigen Werke, die dieser Zerstörung durch Zufall entgangen waren, erschienen schließlich im Jahre 1907 im renommierten Berliner S. Fischer Verlag als Nachgelassene Schriften eines bis dahin völlig unbekannten Autors. Dieser von seinem Freund Arthur Brückmann herausgegebene Band vereinte rund hundert Gedichte und Lieder, das dramatische Fragment Franciscus, die Novelle Regina del Lago und die Märchenerzählung Geschichte vom Xaver Dampfkessel und der Dame Musica sowie einige Seiten Tagebuchaufzeichnungen.
In einem wohlwollenden Vorwort wertete der Schriftsteller und Literaturhistoriker Fritz Mauthner den Verfasser als „Kanonenfutter für die Lyrik der Zukunft“ und prophezeite: „Und dennoch, so glaube ich, wird die Literaturgeschichte den Namen anmerken. Wird sagen müssen: so tönte zu Beginn des 20. Jahrhunderts eine kleine reine Stimmgabel der großen Lyrik.“ Die Publikation stieß auf eine überraschend positive Resonanz beim zeitgenössischen Lesepublikum und erreichte bis 1920 insgesamt sechs Auflagen.
Calés Lyrik erinnert in ihrem romantischen Pathos und ihrer Thematik stark an die Gedichte des jungen Hugo von Hofmannsthal, seine Prosaarbeiten zeigen Einflüsse von Gottfried Keller und E. T. A. Hoffmann. Für Gustav Landauer gilt vor allem Calés Verkörperung einer „vollendeten Hoffnungslosigkeit“ als das eigentliche, die Nachwelt interessierende Faszinosum dieses Dichters.

## Werke
- Nachgelassene Schriften. S. Fischer, Berlin 1907. (6 Auflagen bis 1920; Digitalisat der 3. Auflage, 1910 Textarchiv – Internet Archive).
- Musik am Abend. Nachgelassene Gedichte. (Mit Zeichnungen von Hans Meid) Thorbecke, Lindau 1948.
- Und keine Brücke ist von Mensch zu Mensch. (Gedichte, 2., erw. Aufl.) Gallimathias, Petersberg 1989, ISBN 3-925654-12-7.
- Jugendstil und Todessehnsucht. Edition Fremde Fahnen, Berlin 2004. (Broschüre zum 100sten Todestag, Herausgegeben von Florian Voß)